# Мой папа — герой (фильм, 1991)
«Мой папа — герой» — французская кинокомедия с участием Жерара Депардьё.

## Сюжет
Андре Арнел давно развелся с женой, которая воспитывает их дочь Веронику. Ему выпадает шанс провести рождественские каникулы с повзрослевшей дочерью на Маврикии. Здесь 14-летняя девушка Веро знакомится с Бенджамином, которому она выдаёт страшную тайну: Андре — её любовник, он — секретный агент, да вдобавок ко всему в прошлом был изрядным уголовником!
Папаша никак не может взять, с чего так на него пялятся дружки Бенджамина, когда он выходит с дочкой?

## В ролях
- Жерар Депардьё — Андре Арнел
- Мари Жиллен — Вероника Арнел (Веро)
- Патрик Милль — Бенджамин
- Катрин Жакоб — Кристелль
- Шарлотта де Туркхейм — Ирина
- Жерар Эролд — Патрик

## Номинации
- Фильм номинировался на «Сезар» в номинации перспективная актриса (Мари Жиллен).